# Keith Sweat
Keith Sweat (New York, 22 luglio 1961) è un cantautore, produttore discografico e conduttore radiofonico statunitense.
Sweat ha vinto l'American Music Award nel 1997 come favorite male R&B/Soul artist.

## Carriera

### 1975-1984: Gli inizi della carriera con i Jamilah
Sweat iniziò la sua carriera musicale come membro di un gruppo di Harlem chiamato Jamilah nel 1975. Con l'aiuto dei Jamilah, Sweat riuscì ad affinare il suo mestiere di cantante solista esibendosi a livello regionale in tutta l'area dei tre Stati di New York, New Jersey e Connecticut. Il gruppo fu fondato dal bassista Larry Peoples, dal chitarrista Michael Samuels e dal batterista Walter Bradley.
Dopo aver lasciato il gruppo nel 1984 per iniziare una carriera da solista, ha cantato nei nightclub di New York City e ha avuto la possibilità di registrare per la Stadium Records, etichetta discografica indipendente. Sweat ha registrato solo due brani per la Stadium, Lucky Seven e My Mind Is Made Up, che sono stati la terza e la quarta pubblicazione in assoluto, ma nella prima pubblicazione della Stadium è accreditato come co-autore e co-produttore di You Are the One for Me, l'ultima registrazione del gruppo GQ. Uno dei membri originali dei GQ è suo zio, Keith "Sabu" Crier.

### 1987-1991:Make It Last Forever,I'll Give All My Love to YoueKeep It Comin
Più tardi, nel 1987, Keith Sweat viene scoperto da Vincent Davis e gli viene offerto un contratto di registrazione con la sua etichetta, la Vintertainment Records, fondata nel 1983 sulle basi del primo Hip-Hop e nota soprattutto per aver pubblicato Pee Wee's Dance di Joeski Love nel 1985. Vintertainment è stata distribuita da Elektra Records dal 1985 fino alla cessazione delle attività nel 1990. Il 24 novembre 1987 Sweat pubblica il suo primo album in studio da solista Make It Last Forever, che vende tre milioni di copie. Il più grande successo di questo album fu la canzone che inaugurò l'era del new jack swing I Want Her (n. 1 R&B e n. 5 Pop), che fu nominata ai 1989 Soul Train Best R&B/Urban Contemporary Song of the Year, mentre la title track dell'album raggiunge la posizione n. 2 della classifica R&B. Sweat raggiunge nuovamente le classifiche con il suo secondo album I'll Give All My Love to You (1990), che raggiunge il n. 6 della classifica Billboard 200. Nel 1991 ha pubblicato il suo terzo album, Keep It Comin', che ha debuttato nella Top 20 della classifica degli album. Ha prodotto il cantante soul Omar Chandler.

### 1992-2001: Get Up on It, Keith Sweat/LSG
Nel 1992 Sweat scoprì il gruppo Silk e contribuì alla realizzazione del loro album di debutto, Lose Control, che raggiunse la posizione n. 7 nella classifica degli album Billboard 200.
Il singolo dell'album Freak Me ha raggiunto la posizione n. 1 della Billboard Hot 100 il 1º maggio 1993. Nel 1993 Sweat scopre il gruppo R&B femminile di Atlanta Kut Klose. Sweat ha anche prodotto l'album di debutto del gruppo, Surrender, che ha prodotto il loro più grande singolo di successo, I Like, che ha raggiunto la posizione numero 8 nella classifica Hot R&B/Hip-Hop Singles & Tracks.
Sweat ha pubblicato il suo quarto album Get Up on It nell'estate del 1994 e il suo quinto album autointitolato nel 1996. Entrambi gli album hanno raggiunto la top ten della classifica Billboard 200. Il singolo co-prodotto e scritto da Eric McCaine Twisted con il gruppo R&B Kut Klose ha raggiunto la posizione n. 2 della Hot 100 di Billboard e Nobody la n. 3, diventando così il più grande successo di Sweat fino ad allora. Just a Touch è una cover della canzone del 1979 Just a Touch of Love degli Slave. Nel 1996 produce il gruppo R&B Dru Hill.
Nell'autunno del 1997, Sweat ha scoperto il gruppo Ol' Skool e ha contribuito al loro debutto autoprodotto. Partecipa al loro singolo più importante, Am I Dreaming, che vede la partecipazione del gruppo R&B Xscape. Sweat ha anche formato il supergruppo R&B LSG con Gerald Levert e Johnny Gill, e ha pubblicato l'album di debutto autointitolato Levert.Sweat.Gill nel 1997. L'album contiene My Body, che diventa un singolo di successo. L'album è stato certificato doppio platino e ha raggiunto la posizione n. 4 della Billboard 200 statunitense.

### 2002-presente:Rebirth,Just Me,Ridin SoloeTil the Morning
Il 13 agosto 2002 Keith Sweat ha pubblicato il suo ottavo album, Rebirth. Il singolo One on One ha raggiunto la posizione n. 75 della Hot 100 di Billboard e la n. 44 della Hot R&B/Hip-Hop Singles & Tracks chart.Il suo album del 2008 Just Me include il singolo Love U Better (featuring Keyshia Cole). Attualmente Sweat ha firmato con la Kedar Records e ha pubblicato il suo decimo album in studio intitolato Ridin' Solo il 22 giugno 2010. Il singolo principale estratto dall'album è Test Drive e vede la partecipazione del compagno di etichetta Joe. Dal 2007 Sweat è il conduttore di un programma radiofonico a diffusione nazionale basato sul formato quiet storm. The Keith Sweat Hotel (conosciuto come The Quiet Storm with Keith Sweat su WBLS di New York City) è diffuso attraverso Premiere Radio Networks.

## Discografia
- 1987 - Make It Last Forever (Vintertainment and Elektra Records)
- 1990 - I'll Give All My Love to You (Vintetainment and Elektra Records)
- 1991 - Keep It Comin' (Elektra Records)
- 1994 - Get Up on It (Elektra Records)
- 1996 - Keith Sweat (Elektra Records)
- 1998 - Still in the Game (Elektra Records)
- 2000 - Didn't See Me Coming (Elektra Records and Rhino Entertainment)
- 2002 - Rebirth (Elektra Records)
- 2008 - Just Me (Keia Records and Atco Records)
- 2010 - Ridin' Solo (Kedar Entertainment and Universal Music Group)
- 2011 - Til the Morning (KDS Entertainment, E1 Music and Universal Music Group)
- 2016 - Dress To Impress (RED MUSIC, Sony Music Entertainment)
- 2018 - Playing For Keeps (KDS Entertainment)